# 奥赫拉比斯瀑布国家公园
奥赫拉比斯瀑布国家公园位于奥赫拉比斯瀑布附近，距南非北开普省乌平通西部约120km。正式成立于1966年。
奥赫拉比斯瀑布国家公园占地面积为820km²，沿着奥兰治河延伸。该区极其贫瘠。瀑布高约60m，当河流泛滥时，瀑布令人叹为观止。瀑布下的峡谷平均深约240m，长18km。峡谷是一个花岗岩基石腐蚀的典型样本。
原始科伊科伊人称瀑布为“安科尔比斯”，意思是“巨大噪音之地”。而后在此定居的切克波尔人将它命名为“奥赫拉比斯（Augrabies）”，有时也写成“Aughrabies”。
沿着奥兰治河蕴藏着丰富的冲积钻石，传说在响声如雷的瀑布脚下，受侵蚀的花岗岩漩涡孔是世界上最大的钻石储藏地。
公园里最具特色的植物是巨型芦荟（二歧芦荟），当地称为箭树或科克布姆树。它极为适应纳马-卡鲁干燥的半沙漠岩石环境，并能经受极端温度和贫瘠的土地。箭树长成后高5m，因布什曼人用它柔软的枝条制作箭鞘而得名。外形引人注目的箭树是北开普这一地区的典型景观。冬季，当箭树开花时，成群的鸟就会被它丰富的花蜜吸引而来，狒狒也会撕裂花朵获得花蜜。
公园显著的地表是月岩，是一块剥落性圆顶，长约700米，宽100米，高30米。

## 同见
- Broadley's Flat Lizard

## 拓展链接
维基共享资源上的相關多媒體資源：奥赫拉比斯瀑布国家公园
- 官网 （页面存档备份，存于）